# Maiasaura
Maiasaura (od grč. "μαία + σαύρα" - "brižna majka-gušter") bila je rod velikih hadrosaurida koji su nastanjivali područje današnje Montane tijekom perioda kasne krede, prije oko 74 milijuna godina.

## Opis
Maiasaura peeblesorum, tipična vrsta ovog roda, bila je velik dinosaur i dosezala je dužinu od 9 m. Bila je visoka 2 do 2,5 m i težila je oko 3 tone. Imala je ravan "kljun" tipičan za hadrosauride i debeo nos. Imala je također malenu krijestu ispred očiju. Moguće je da su se tom krijestom služili mužjaci za vrijeme sezone parenja u borbi sa suparnicima.
Maiasaura je bila biljožder. U kljunu nije imala zuba, ali je zato imala oko 2000 zuba dublje u čeljusti, kod obraza. Mogla je hodati i na dvije i na četiri noge i nije imala nikakvu zaštitu od grabežljivaca, osim možda svog mišićavog repa i života u krdima. Ta krda bila su izuzetno velika i mogla su sadržavati i do 10 000 jedinki. 'Živjela je u staništu udaljenom od mora.

## Otkriće
Laurie Trexler otkrio je ostatke roda Maiasaura, a opisali su ga paleontolozi Jack Horner (koji je također bio savjetnik prilikom stvaranja filmova Jurassic Park) i Robert Makela. Maiasaura je dobila naziv kada je Marion Brandvold otkrio gnijezdo s ostacima ljuski jaja i mladunčadi koja se nisu bila tek izlegla, već su bila starija. Poslije tih otkrića došlo je i do mnogih drugih, te je to područje formacije Two Medicine na zapadu Montane postalo poznato kao "planina jaja". To je bio prvi dokaz da su veliki dinosauri odgajali i hranili svoju mladunčad. Otkriveno je više od 200 jedinki raznih starosnih dobi. Objava o otkriću tih ostataka obnovilo je interesiranje znanstvenika za formaciju Two Medicine te su zbog toga otkrivene mnoge nove vrste dinosaura. Ostaci Maiasaura iz Choteaua nalaze se u višim slojevima od ostataka istog roda kod rijeke Two Medicine.

## Razmnožavanje
Maiasauri su živjeli u krdima i odgajali mlade u kolonijama za gniježđenje. Gnijezda su bila gusto raspoređena u kolonijama, slično kao i kod današnjih morskih ptica. Razmak među njima iznosio je oko 7 m, manje od dužine odrasle jedinke. Gnijezda su bila načinjena od zemlje s 30 do 40 jaja poslaganih kružno ili spiralno. Bila su duga otprilike kao nojeva. Većina jaja bila je postavljena uspravno, s oštrim krajem u zemlji. Gnijezda su bila duboka oko 1 m i široka oko 2 m.
Jaja su inkubirana toplinom trulećih biljaka koju su u gnijezdo postavili roditelji. Rub gnijezda vjerojatno nije bio pokriven biljkama. Fosili mladunaca pokazuju da njihove noge nisu bile sasvim razvijene nakon izlijeganja, pa oni nisu mogli hodati. Fosili, također, pokazuju da su zubi bili djelomično istrošeni, što znači da su im roditelji donosili hranu u gnijezdo.
Mladunci su s 41 cm dužine dosezali 150 cm nakon prve godine. Tada ili nakon još jedne godine napuštali su gnijezdo. Takav brz rast dokaz je da su bili toplokrvni. Već nakon druge godine imali bi dužinu od 3 metra, nakon čega se rast usporavao. Punu dužinu dostizali su s 8 godina. Mladunci su imali različite karakteristike lica od roditelja, kao što su veće oči i kraću njušku. Takve osobine česte su kod životinja koje ovise o svojim roditeljima u ranom stadiju života.

## Suvremenici
U formaciji Two Medicine, Maiasaura je živjela uz tiranosaurida Daspletosaurusa, oviraptosaura Chirostenotesa, trudontida Troodona, dromeosauride Bambiraptora i Saurornitholestesa, enantiornita Avisaurusa, nodosaurida Edmontonia, ankilosaurida Euoplocephalusa, ceratopside Achelousaurusa, Brachyceratopsa, Einiosaurusa i Styracosaurusa, hipsilofodonta Orodromeusa i hadrosauride Hypacrosaurusa i Prosaurolophusa. Hypacrosaurus je neko vrijeme koegzistirao uz Maiasauru, jer su njegovi ostaci pronađeni niže u formaciji Two Medicine nego što se prije smatralo. Otkriće vrste Gryposaurus latidens u području Maiasaure' pokazalo je da je granica između pretpostavljenih različitih fauni u srednjoj i gornjoj formaciji manje izražena nego što se prije smatralo. Izgleda da je postojala i velika diversifikacija kod taksona Ornithischia nakon pojavljivanja roda Maiasaura u formaciji Two Medicine. Detaljan pregled slojeva duž rijeke Two Medicine (kod koje je izložena cijela gornja polovina istoimene formacije) dokazao je da se ta diversifikacija zaista dogodila.